# 山岡次郎
山岡 次郎（やまおか じろう、1850年10月20日〈嘉永3年9月15日〉 - 1905年〈明治38年）2月21日〉は、日本の化学者、技官。織物染色の分野での功績から「染織界の一元勲」と評された。
越前福井藩士の家に生まれる。1865年（慶応元年）より長崎での英学修行を経て、1871年（明治4年）福井藩推薦の官費留学生としてアメリカへ留学。プリンストン大学、コロンビア大学等で学び、鉱山学や化学を修めた。1875年（明治8年）の帰国後は文部省督学局に出仕。東京開成学校、次いで東京大学で化学を教える。1881年（明治14年）4月の農商務省発足に伴い農商務省御用掛を兼務し、織物染色の指導に従事した。

## 主な事績
- 東京大学時代に舎密（化学）の関係者とともに「化学会」（現日本化学会）を創立。
- 東京職工学校（現東京工業大学）校長事務取扱として学校創立を担い、学科課程・学校規則を制定。また手島精一とともに東京教育博物館の強化に努める[4]。
- 1885年（明治18年）4月の農商務省「繭・生糸・織物・陶器・漆器共進会」で同省技師平賀義美とともに織物審査を担当し、各産地が化学染色法を応用・実用化する契機となった[5]。また、染色技術の不十分さを指摘し「大日本織物協会」を創立[6]。
- この後、織物や染織の技術向上に向けて各地の織物産地で織物の品質向上を指導するとともに、「足利織物講習所」（現足利工業高校）、桐生「織物講習所」、八王子「織物染色講習所」（後の八王子工業高校）などを設立。
- 福井県が明治から昭和まで「織物王国」といわれるきっかけとなった、1887年（明治20年）の輸出向け羽二重製織の技術導入を仲介した。すなわち、同年3月、桐生の機業家森山芳平に師事していた高力直寛を招き、福井織工会社で3週間にわたる講習会を実施[7][8][9][10]。
- 1888年（明治21年）には官吏を退き、佐羽喜六とともに明治期を代表する織物工場「日本織物会社」を創設、工務長として指導にあたる。また、いち早く人絹織物に着目して初めて日本に持ち帰り、機業家に披露して注意を喚起[11]。
- 日本織物退社後は再び官吏に戻り、没するまで税関鑑定官、大蔵省鑑定官として輸出織物の品質改善と染織の振興に努めた。

## 経歴
- 1850年（嘉永3年）9月15日 - 越前（福井）に生まれる　※斜体は旧暦
- 1863年（文久3年）7月 - 江戸での英学修行を被命（翌年5月まで）
- 1865年（慶応元年）9月 - 長崎での英学修行を被命（慶応3年7月まで）
- 1867年（慶応3年）10月 - 藩校の英学句読師を被命
- 1867年（明治3年）9月 - 藩校の洋学大訓導に被任
- 1871年（明治4年）4月 - 福井藩推薦の官費留学生として米国派遣を被命（プリンストン大学、コロンビア大学等に在学）
- 1875年（明治8年）6月 - 帰国し文部省督学局に出仕、東京開成学校で助教授となり、化学・英語を担当
- 1877年（明治10年）4月 - 東京大学創設に際して教授補、後に理学部助教となり、化学を担当
- 1878年（明治11年）4月 - 化学会（現日本化学会）創立（於：東京大学学部教員控室）、創立委員を務める
- 1881年（明治14年）4月 - 農商務省発足（7日）に伴い、文部省在籍のまま農商務省御用掛を兼務
- 1881年（明治14年）5月 - 東京職工学校（現東京工業大学）校長事務取扱となり、創立事務を担う（課程・規則を制定）
- 1885年（明治18年）4月 - 農商務省「繭・生糸・織物・陶器・漆器共進会」上野で開催。染色技術の不十分さを指摘し「大日本織物協会」創立を呼びかけ、5月に創立（自ら100円寄付）
- 1885年（明治18年）11月 - 足利産地で織物の改良指導をし、足利織物講習所を設立を支援し染色の指導を行う
- 1886年（明治19年）11月 - 桐生織物講習所の設立を支援し、織物改良の指導にあたる
- 1887年（明治20年）3月 - 八王子織物染色講習所の設立を支援し、堅牢染色法を教授
- 1887年（明治20年）10月 - 『初学染色法』シリーズ出版開始
- 1888年（明治21年）1月 - 桐生に大規模工場「日本織物」設立に向けて、農商務省技師を退く
- 1888年（明治21年）3月 - 佐羽喜六とともに織物機械、機器、工場資材調達のため渡米（力織機60台などを購入）、その後欧米を視察
- 1891年（明治24年）12月 - 日本織物を退社
- 1893年（明治26年）9月 - 官吏に復帰し、横浜税関に勤務。後に税関鑑定官、大蔵省鑑定官に就任し、輸出織物の改良に尽力
- 1895年（明治28年）12月 - 『染色集宝』出版
- 1904年（明治37年）11月 - 税関率検査委員などの功績で清国皇帝より第2等第3隻龍星受賞[12]
- 1905年（明治38年）2月21日 - 病没

## 栄典
- 1900年（明治33年）9月28日 - 勲六等単光旭日章[13]
- 1904年（明治37年）5月20日 - 勲五等瑞宝章[14]
- 1905年（明治38年）2月20日 - 従五位、勲四等瑞宝章[15]

外国勲章佩用允許
- 1899年（明治32年）11月14日 - フランス共和国：レジオンドヌール勲章シュヴァリエ[16]
- 1904年（明治37年）11月1日 - 大清帝国：二等第三隻龍寶星[17]

## 著書
- 『初学染色法 / 木綿染之部』十一堂書肆、1887年11月
- 『初学染色法 / 絹染之部』十一堂書肆、1888年3月
- 『初学染色法 / 染料薬品之部』十一堂書肆、1888年4月
- 『染色集宝』大日本織物協会、1895年12月
- 『玩具貿易の説』東京玩具雛人形問屋組合、1904年5月
- 『満洲事情』商況社、1904年12月
- 『印度貿易論』横浜税関、1905年3月（税関月報附録・第28）ほか